# Église Saint-Julien (Arles)
Pour les articles homonymes, voir Église Saint-Julien.
L’église Saint-Julien d’Arles est une ancienne église du XIIe siècle connue alors sous le vocable de saint-Antoine et reconstruite en 1622 en style classique et gothique tardif. Depuis 1941, l'édifice est classé aux monuments historiques.

## Localisation

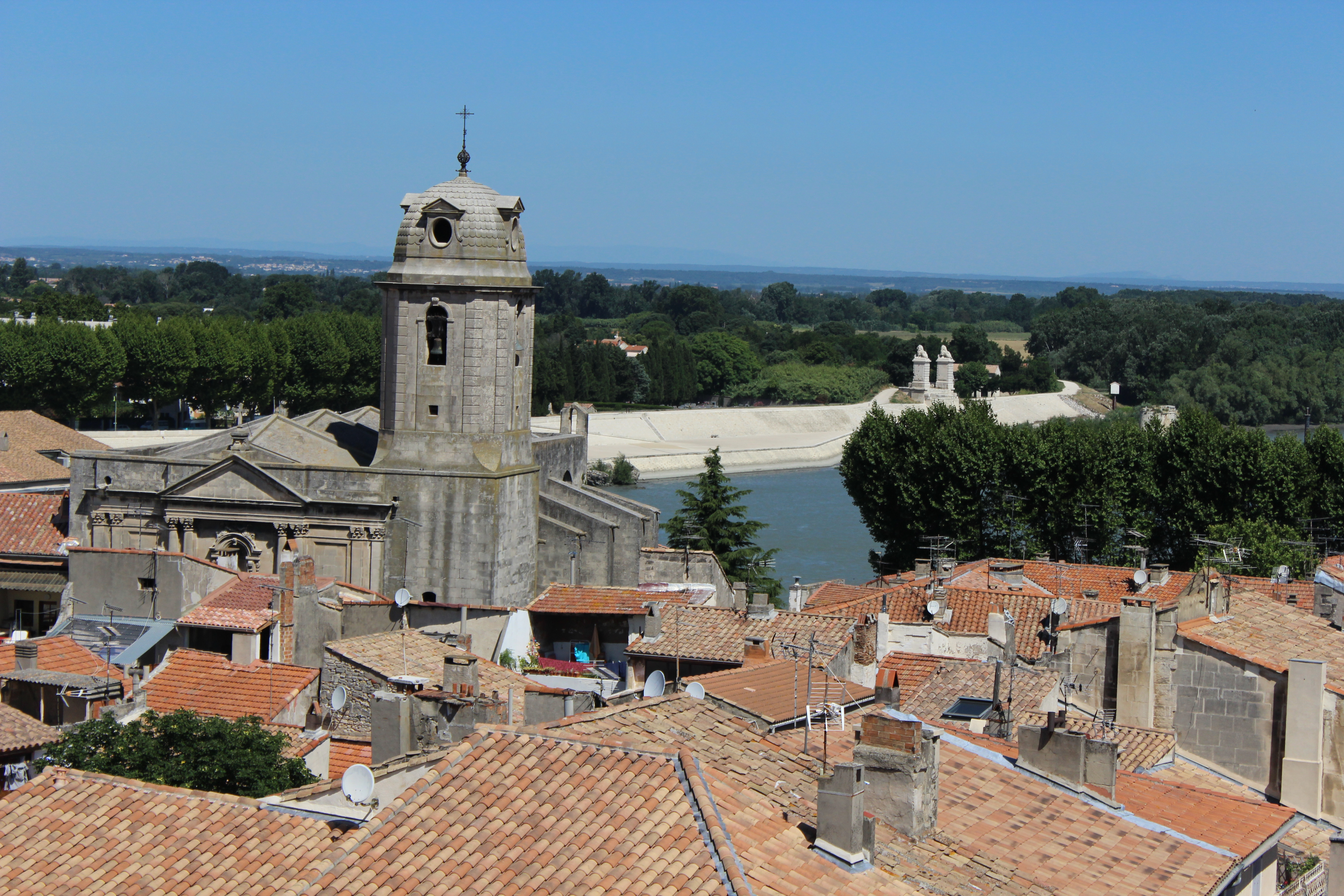
L'église Saint-Julien à proximité du Rhône.

L'église est située dans le département français des Bouches-du-Rhône, sur la commune d'Arles. Elle se dresse à l'intérieur de l'enceinte médiévale à proximité du Rhône aux numéros 30 et 32 de la rue du 4-Septembre.

## Histoire

### L'édifice
L’église est construite initialement en 1119. Elle appartient aux moines de Montmajour et est connue alors sous le vocable de saint Antoine dont, à partir de 1491, elle abrite les reliques conservées jusqu'alors dans cette abbaye.
Elle est reconstruite au XVIIe siècle, en pleine période de Contre Réforme, sous l’impulsion de l’archevêque de la ville, François Adhémar de Monteil de Grignan, qui pose la première pierre en 1662, à la limite du quartier de la Cavalerie et de celui de la Cité, où de nombreux nobles et bourgeois enrichis par le négoce et les revenus agricoles construisent hôtels particuliers et somptueuses demeures. Toutefois les travaux traînent car l’église est à peine construite à moitié en 1676.
Pillée à la Révolution, l’église souffre encore plus des bombardements alliés d’août 1944 qui la laissent pratiquement en ruines. Aujourd’hui restaurée, elle est désormais fermée au culte mais sert de salle pour les spectacles, concerts ou expositions qui s’y tiennent fréquemment. 
Propriété de la ville d’Arles, l’église a été classée monument historique le 7 août 1941.

### Les curés
Victor Petit, dans son document manuscrit numérisé à la Médiathèque d'Arles, nous donne une liste des curés entre 1798 et 1932 : Mouvier (1798), Filhal (1809), Arnoux (1810), Chieuse (1824), Montagard (1835), Marel (1844), Poulon (1864), Carmagnole (1865), Ollivier (oncle, 1870), Tourel (1884), Ollivier (neveu, 1908), Raynaud (1912), Fassy (1920), Ferrier (1922), Boulat (1932).

## Description

### Architecture
Construite dans la seconde moitié du XVIIe siècle, l'église Saint-Julien affiche un style principalement classique et comprend aussi curieusement des éléments du gothique tardif. 

#### Extérieur

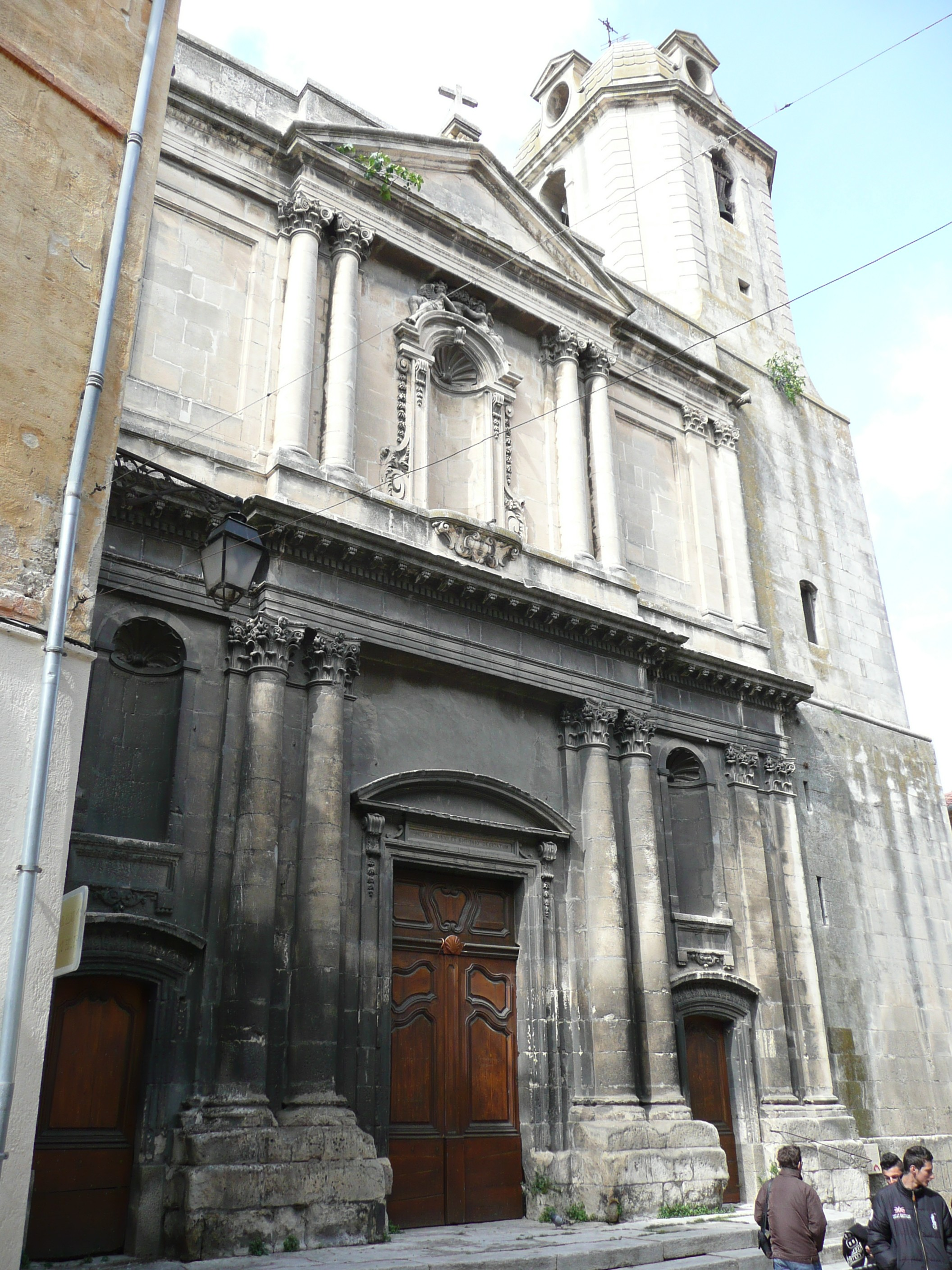
Façade classique avec des niches baroques.
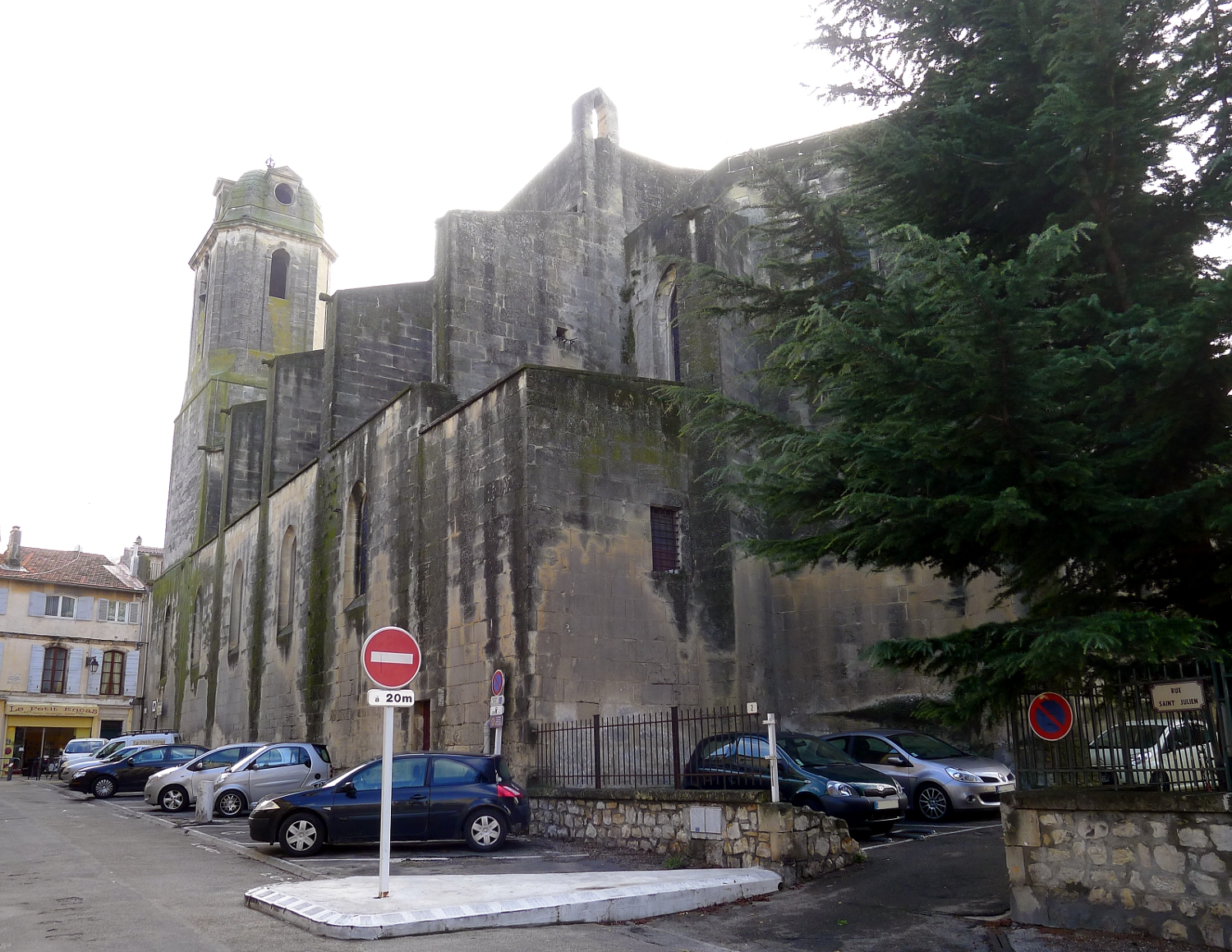
Église Saint-Julien vue du nord.

#### Intérieur

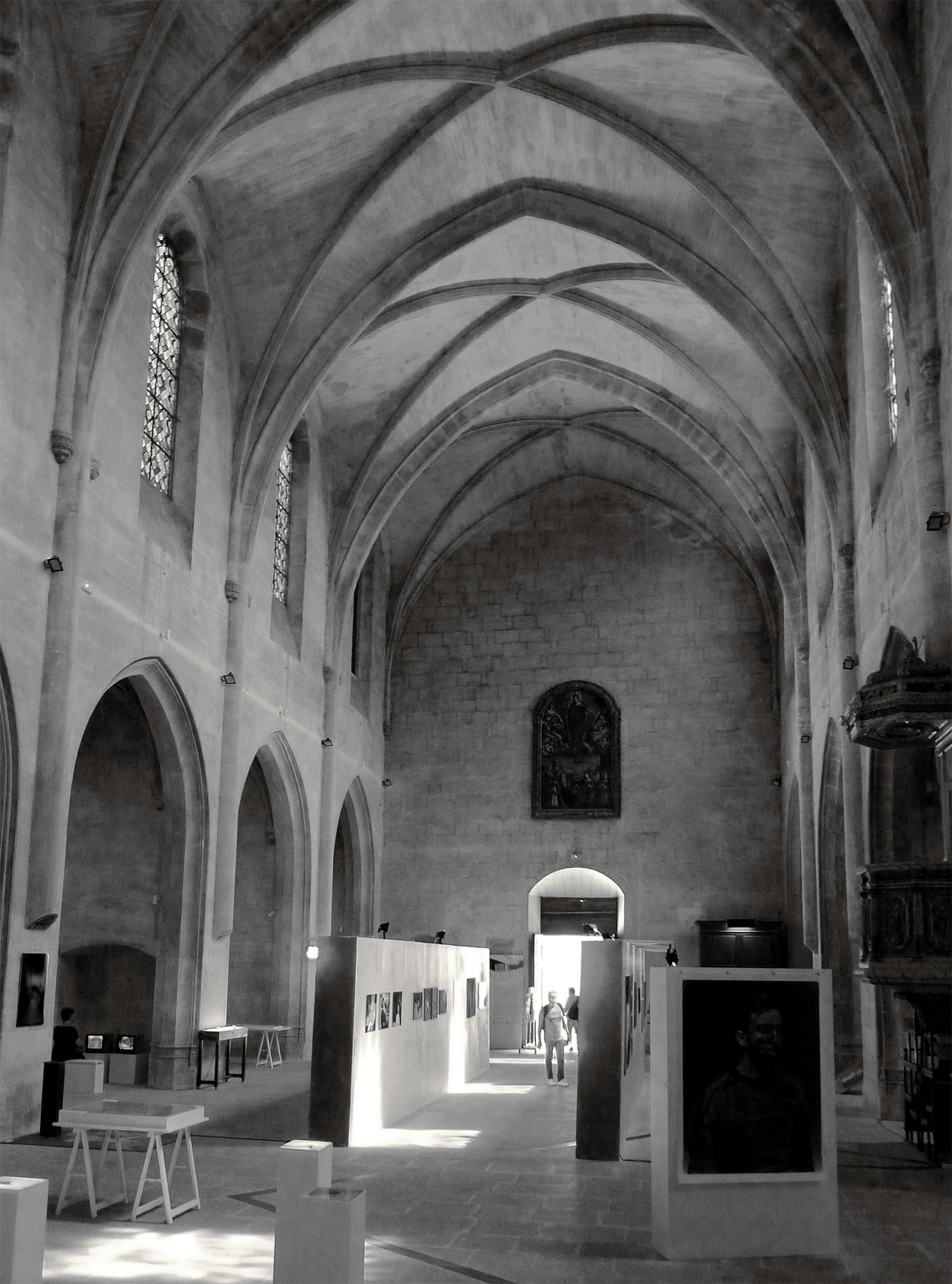
Nef.
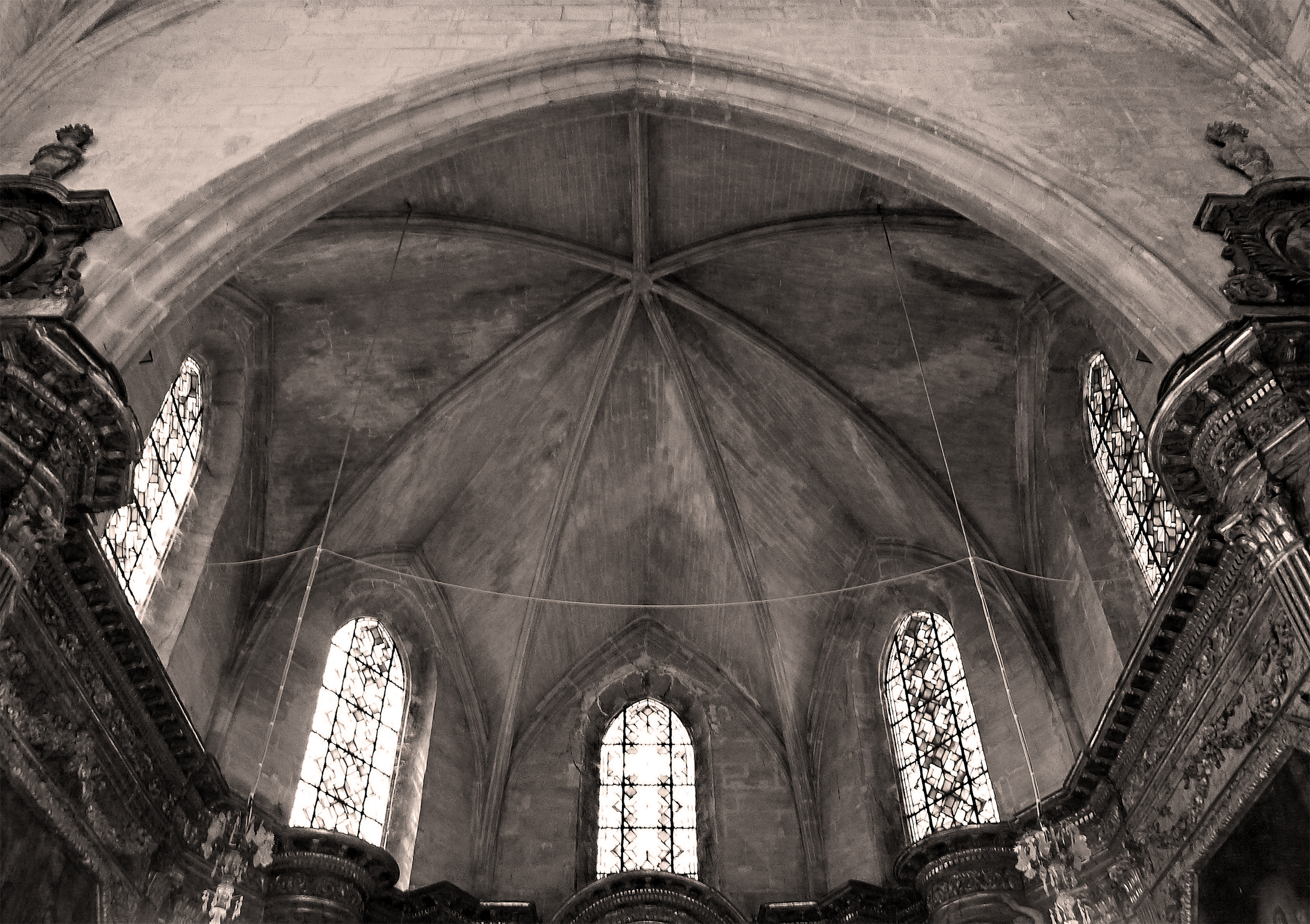
Demi-coupole de l'abside.
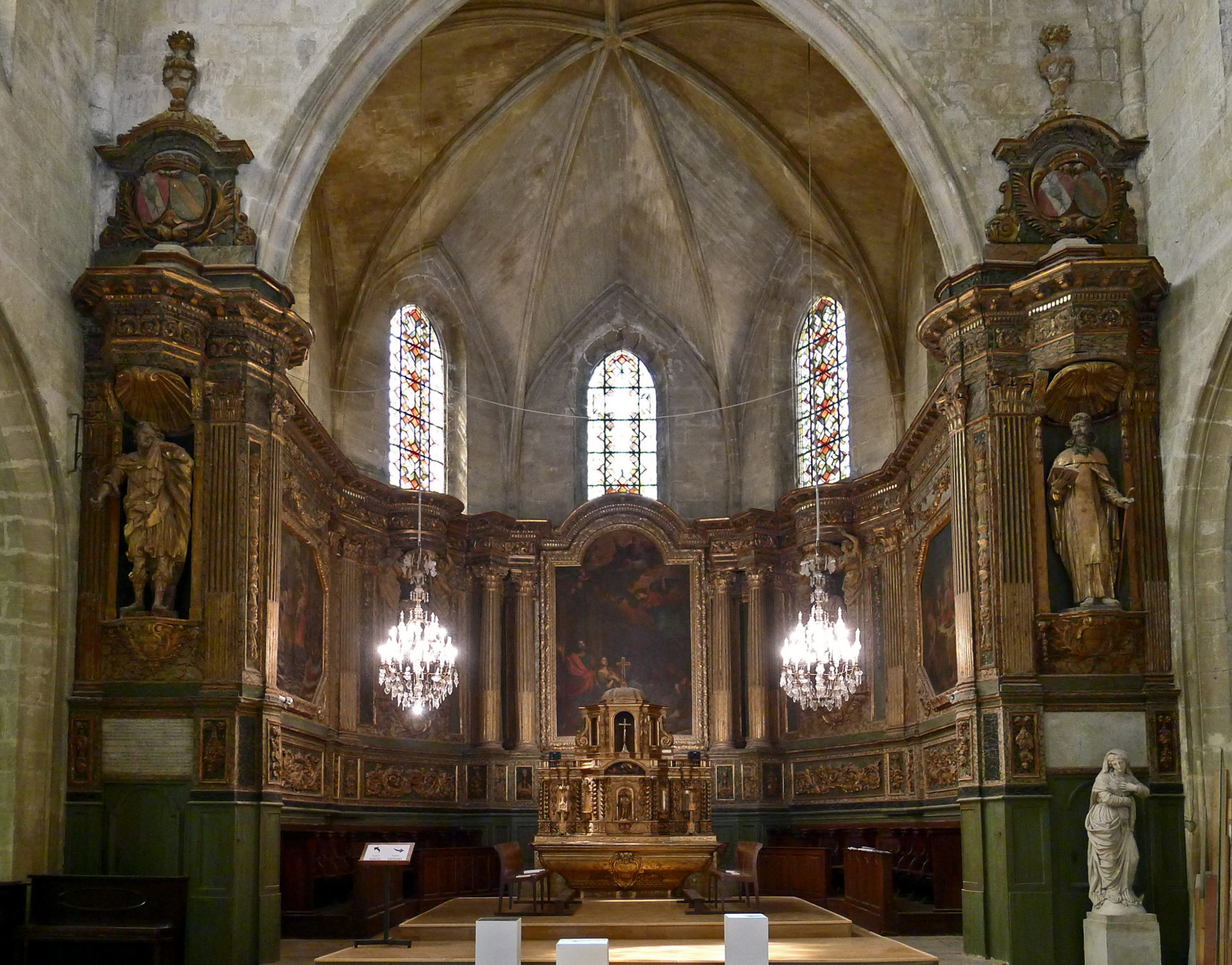
Chœur et retable.

### Mobilier et œuvres d'art
Contrairement à son architecture, le mobilier de Saint-Julien est d'inspiration baroque. Malheureusement, la majeure partie du mobilier, ainsi que les vitraux historiés de Guibert d’Anelle (XIXe), ont disparu sous les bombardements de 1944. Il ne subsiste du XVIIe siècle que le très beau retable du chœur en bois doré offert par la confrérie du Saint-Sacrement. En son centre, figure un tableau central représentant saint Julien l’Hospitalier (1686) signé de Louis Parrocel.
Pour remplacer son chemin de croix détruit pendant la guerre, elle a reçu en 1958 une œuvre contemporaine, le chemin de croix de Guy Renne.

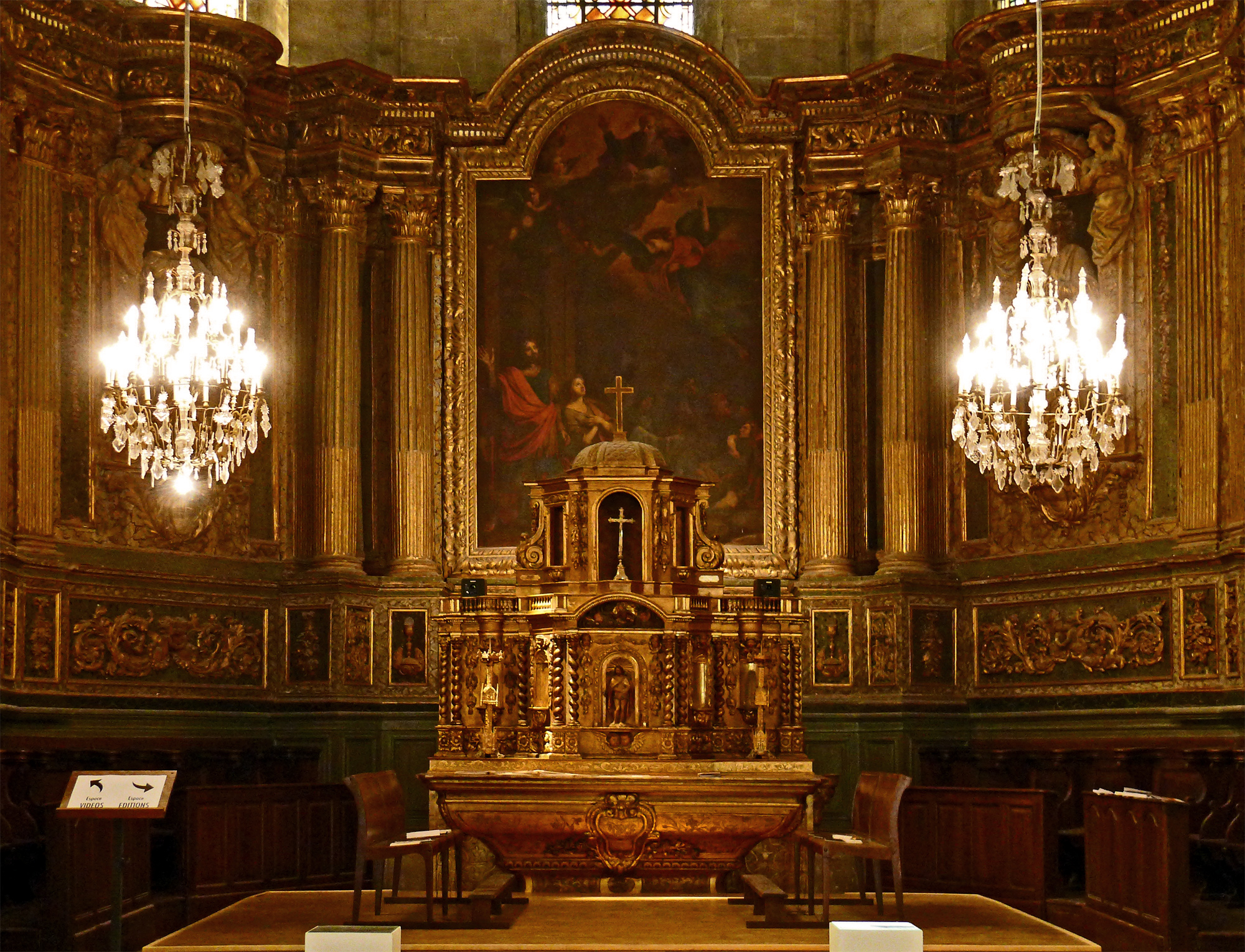
Retable et autel.
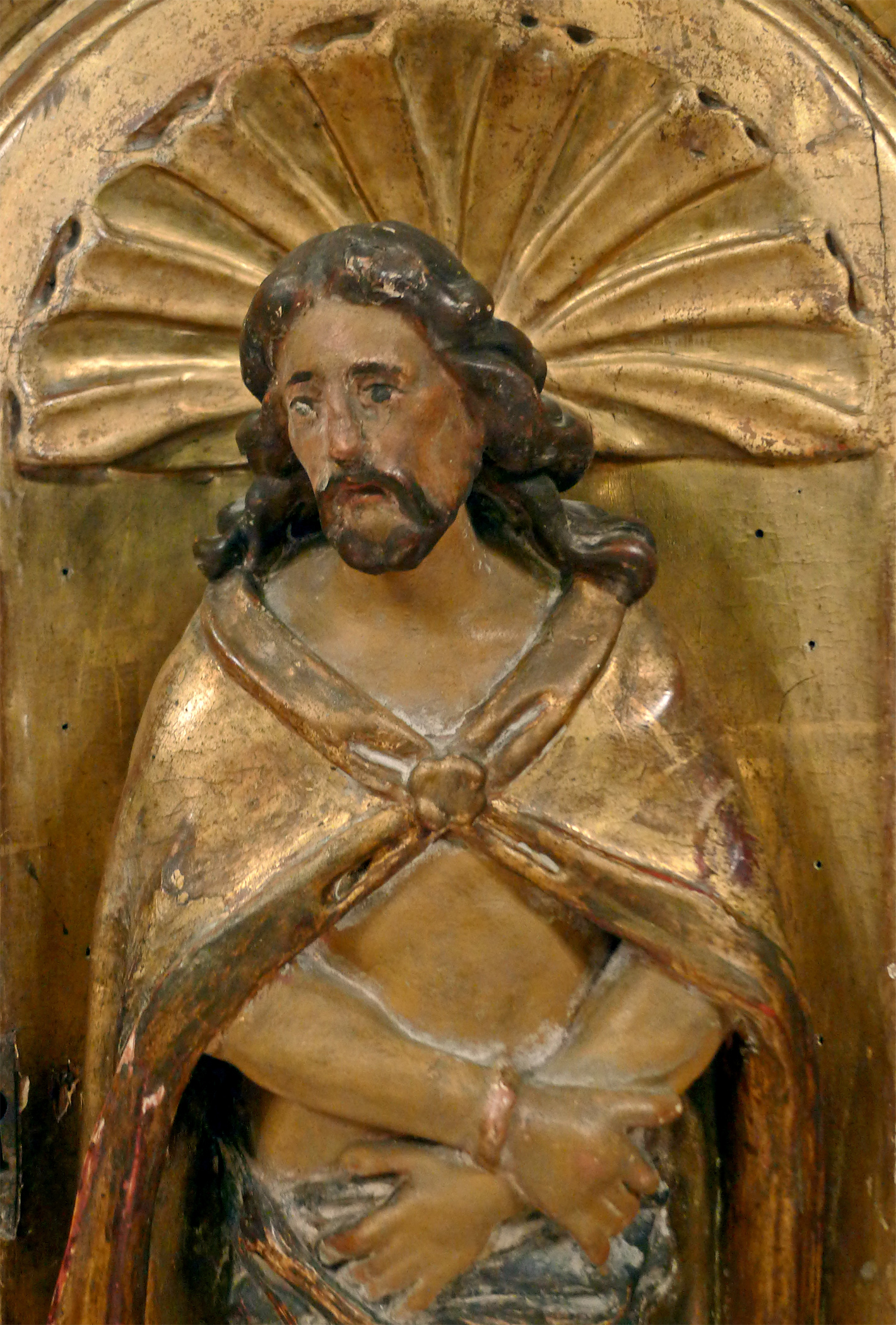
Détail.
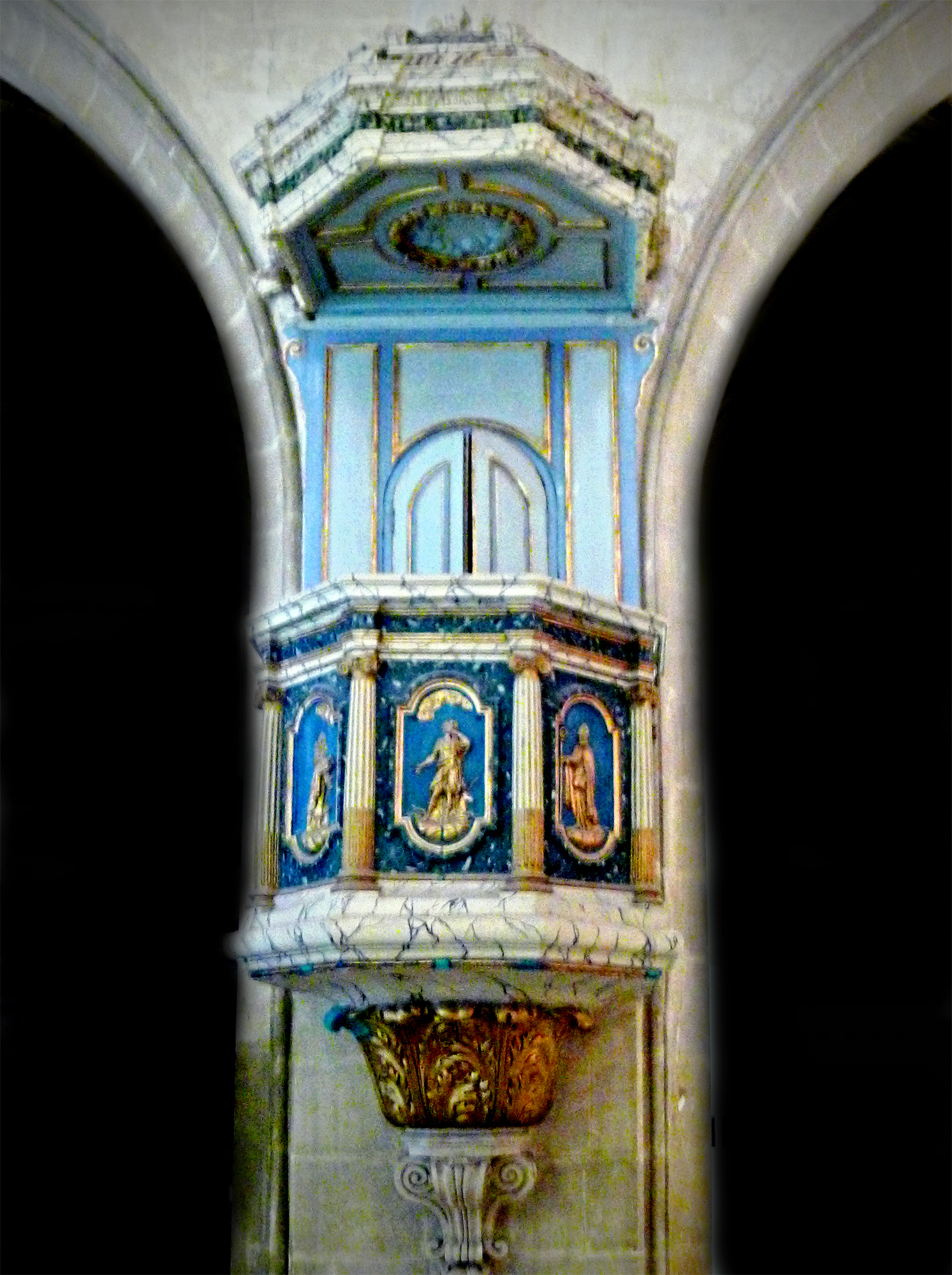
Chaire.
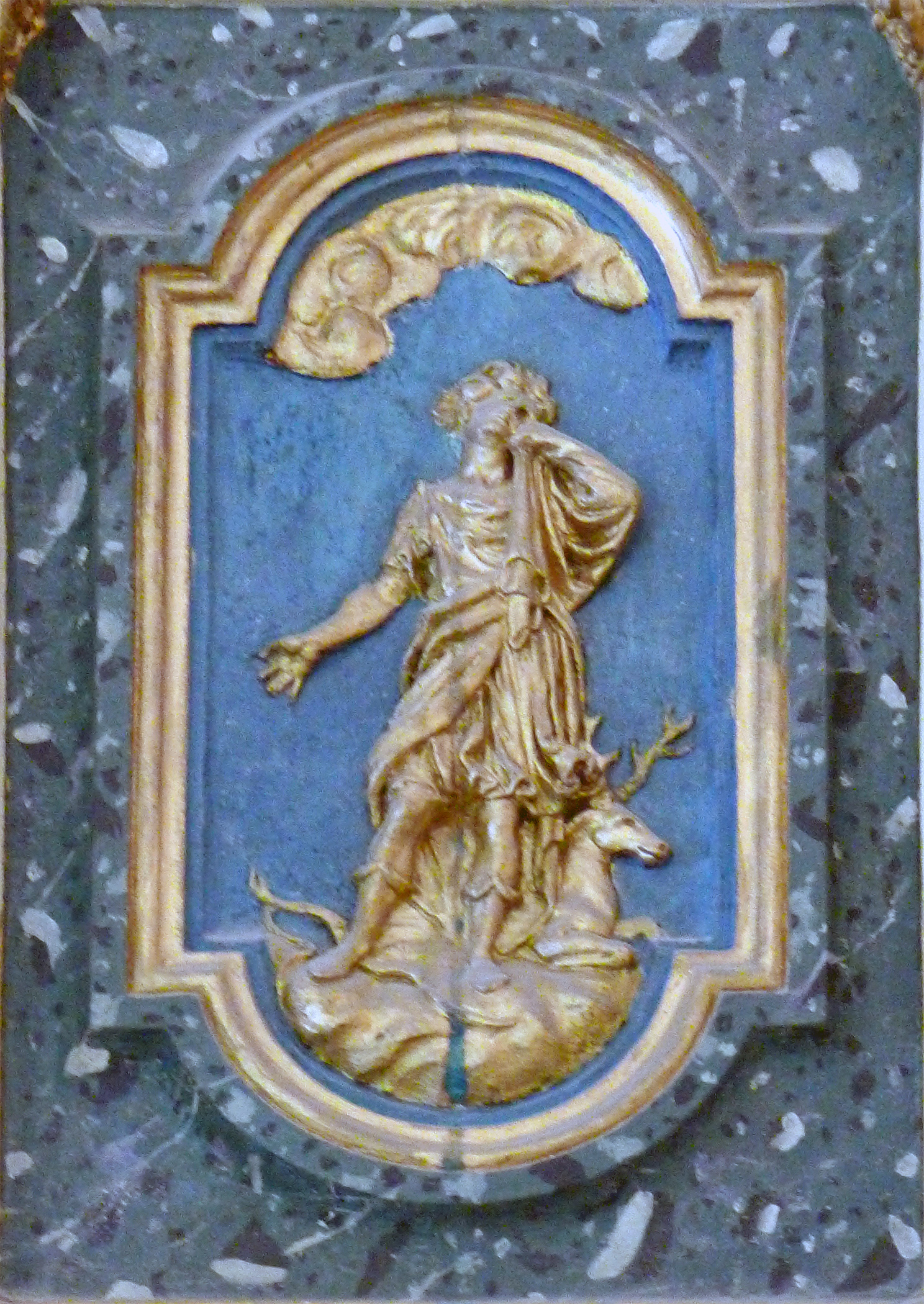
Panneau de la chaire représentant saint Julien.
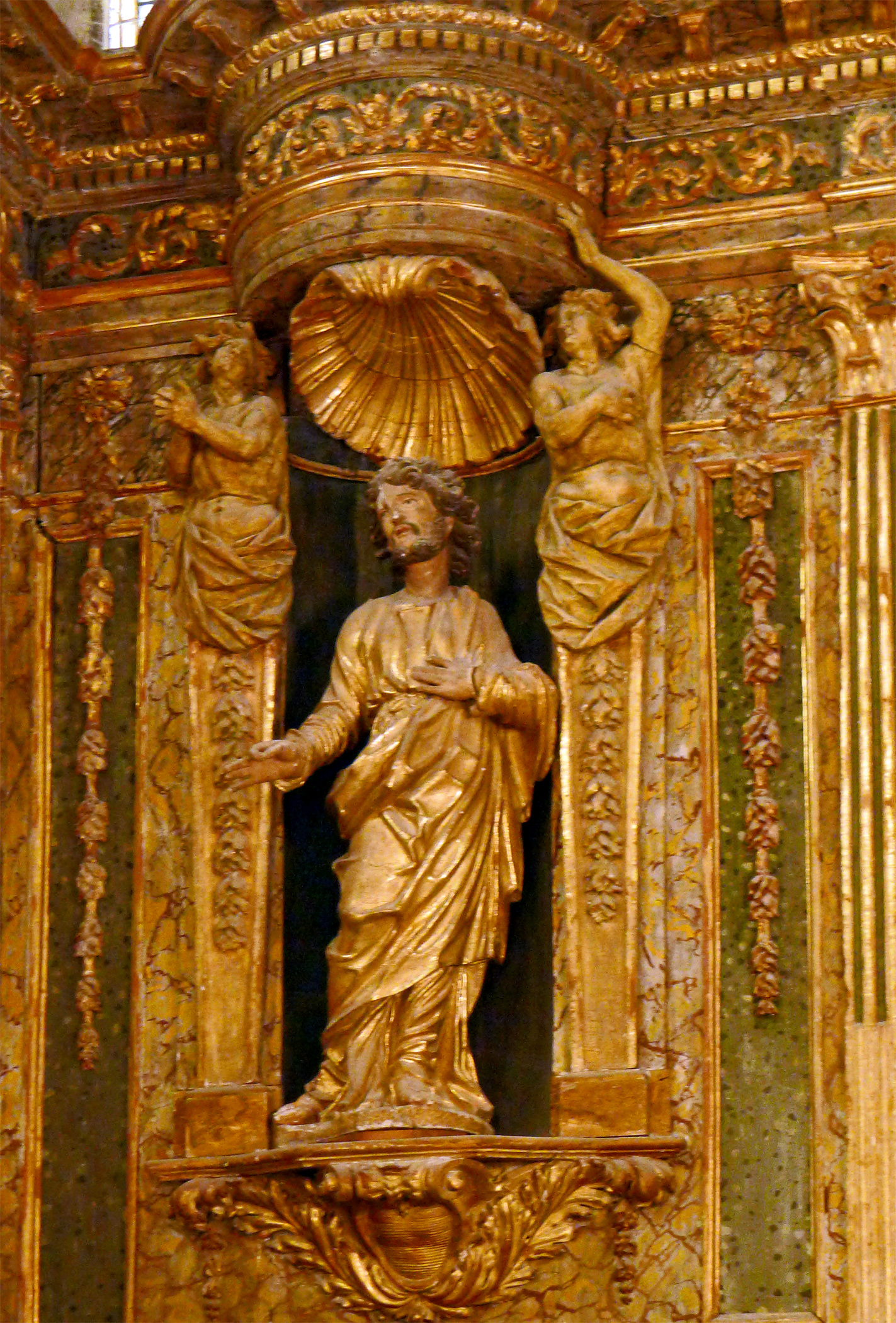
Statue de la boiserie du chœur.
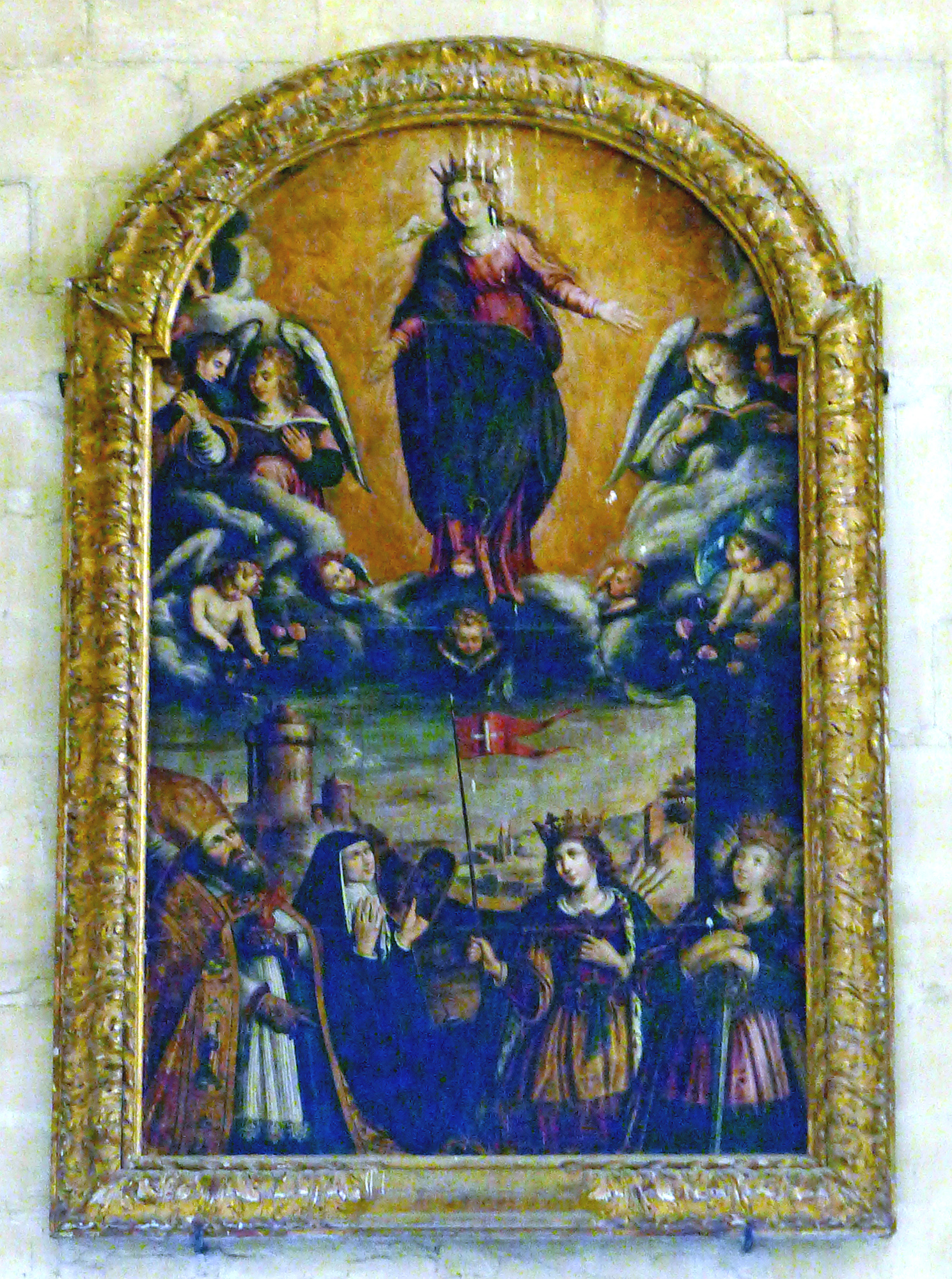
Tableau latéral droit du retable.
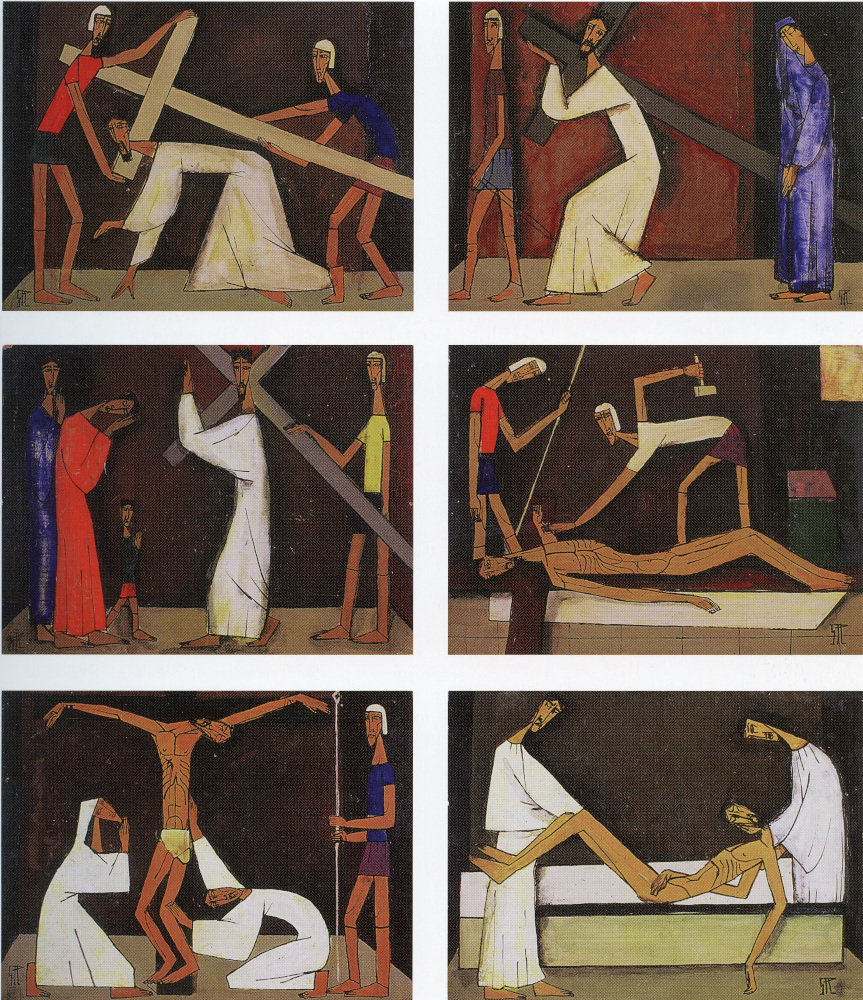
Planche Chemin de Croix - St Julien -Arles - 1958 par le peintre Guy Renne.